# Mountainbikesport

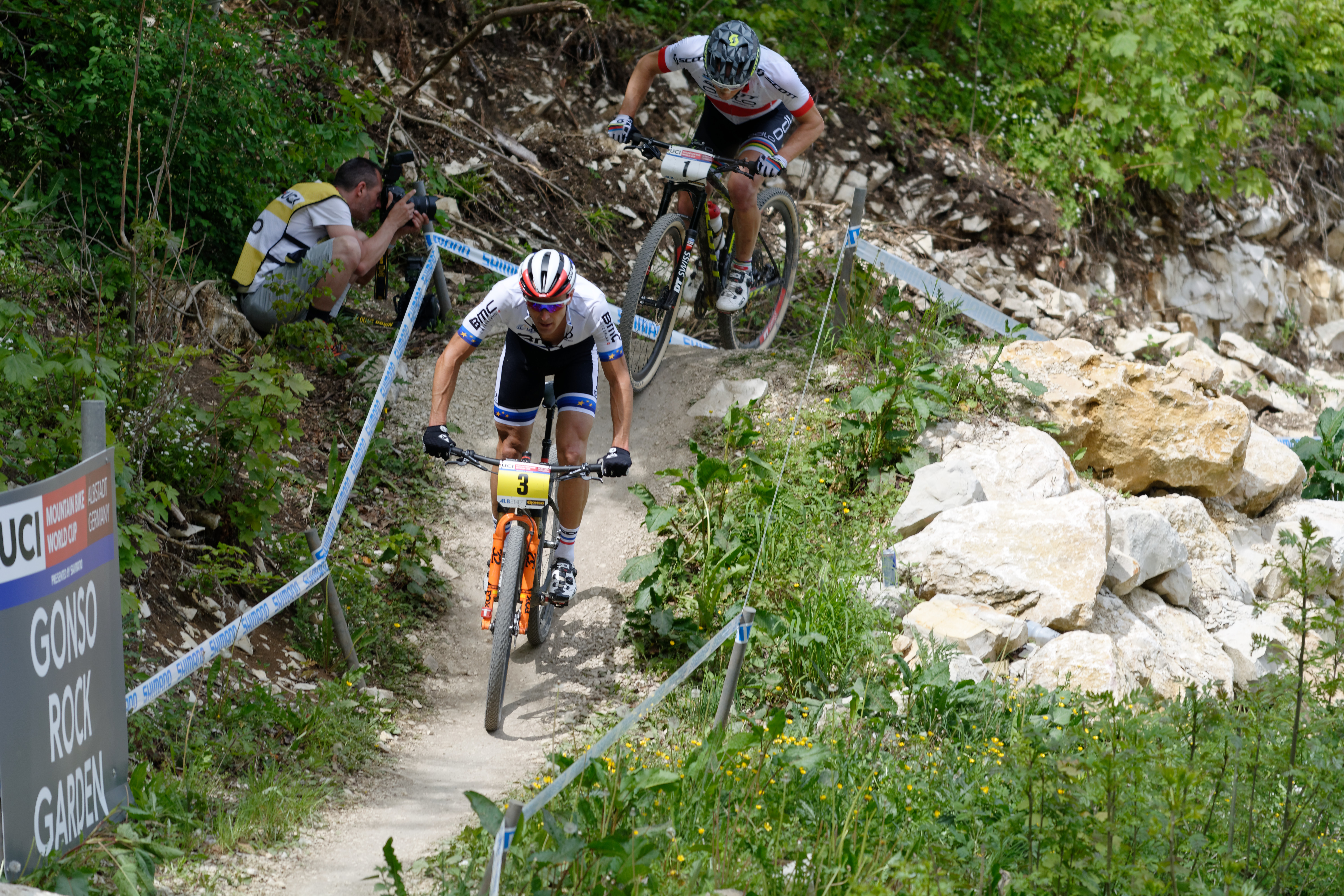
Cross-Country

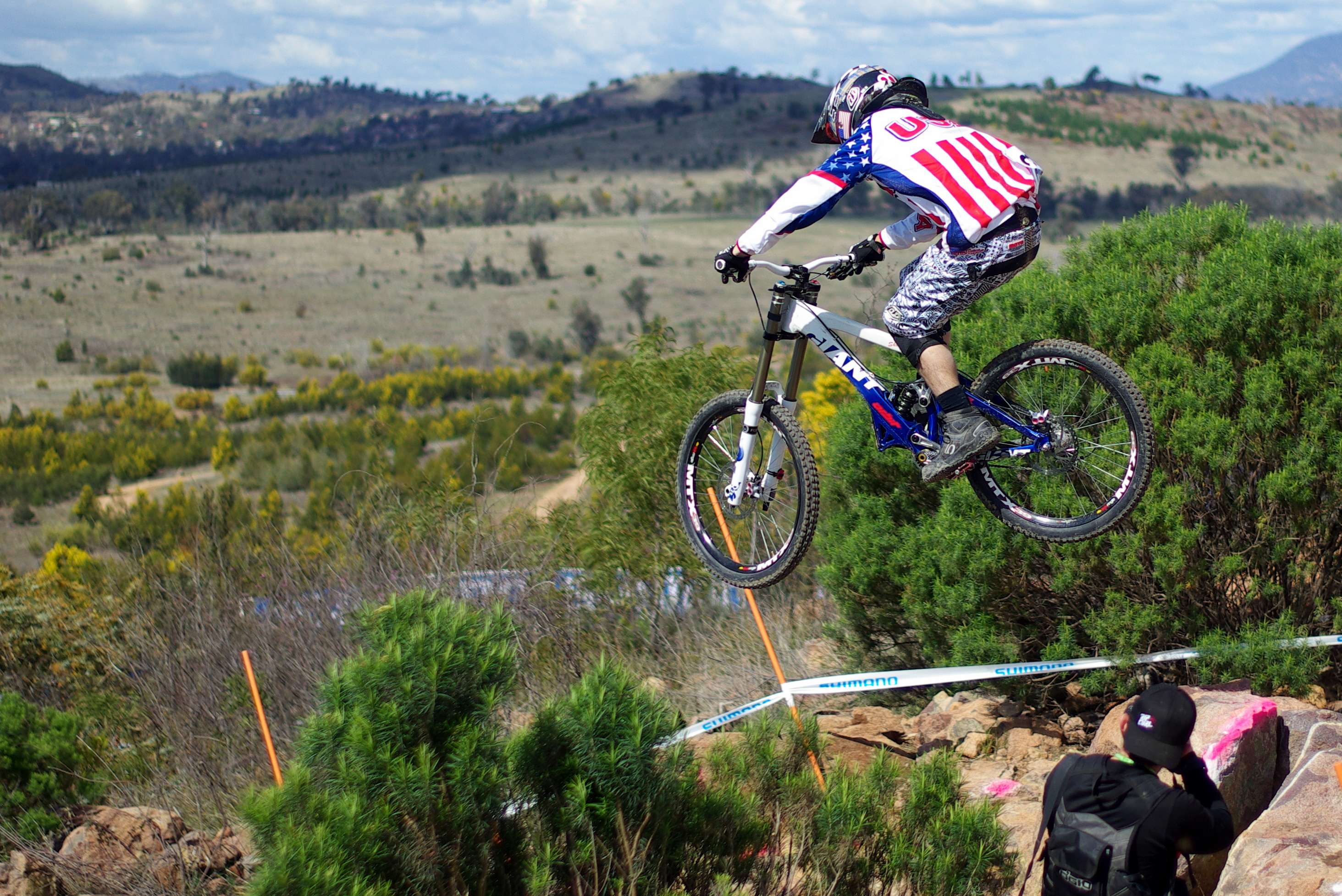
Downhill

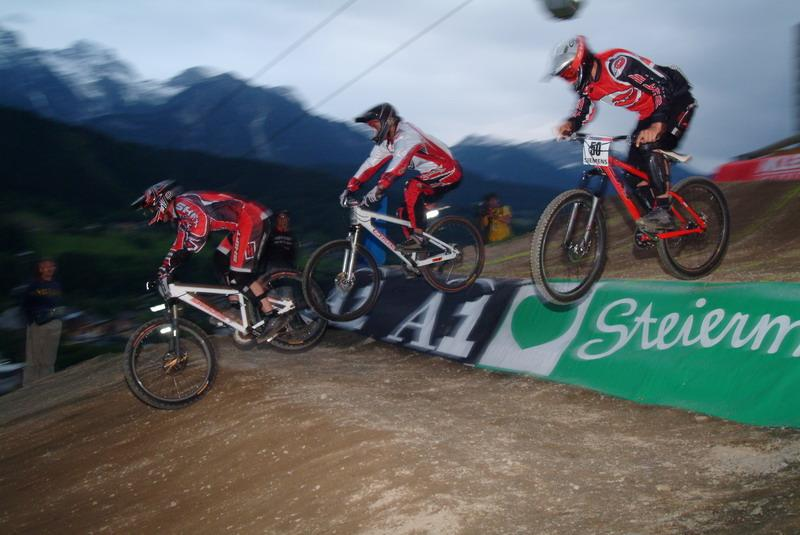
Four Cross

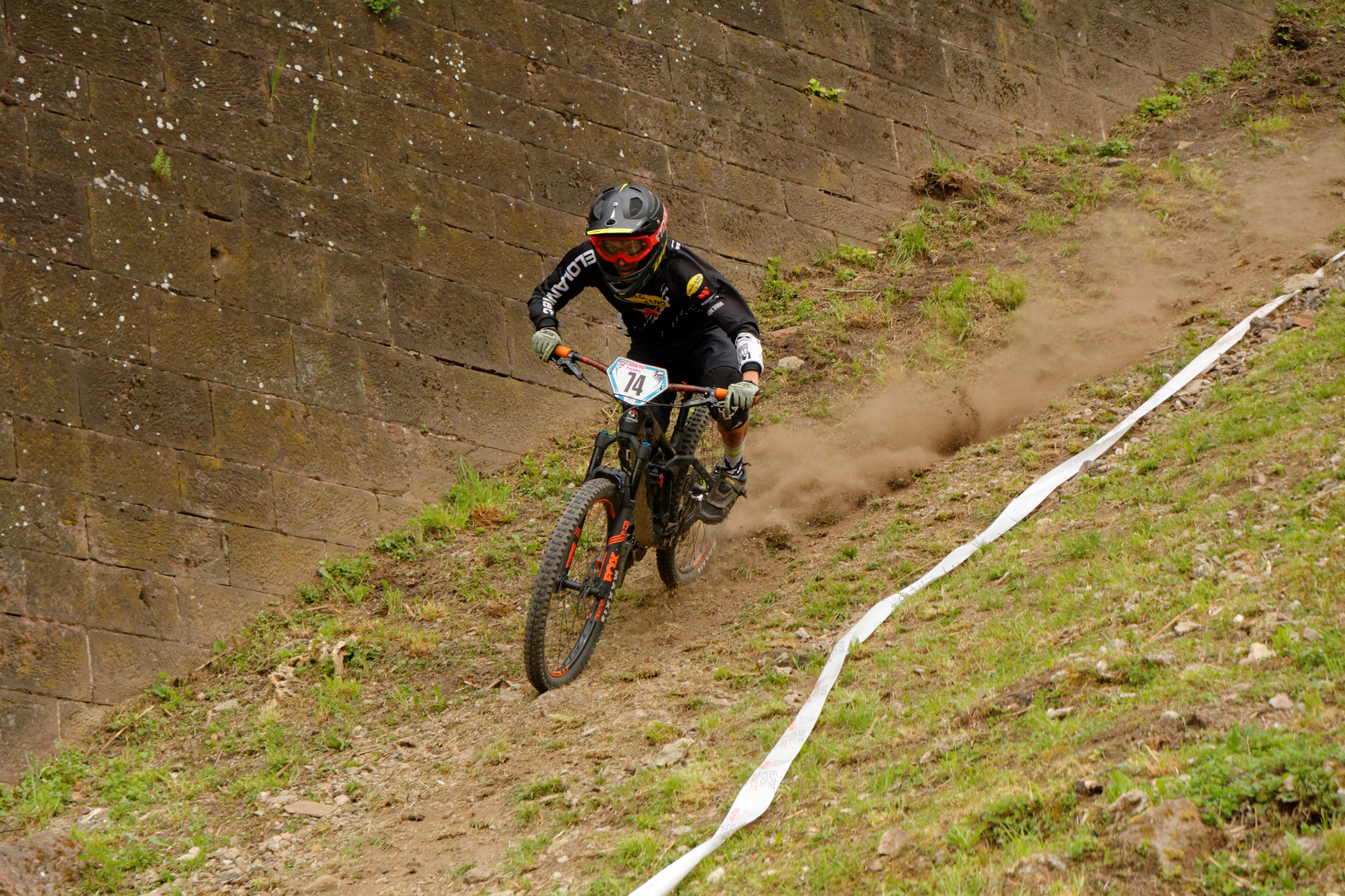
Enduro

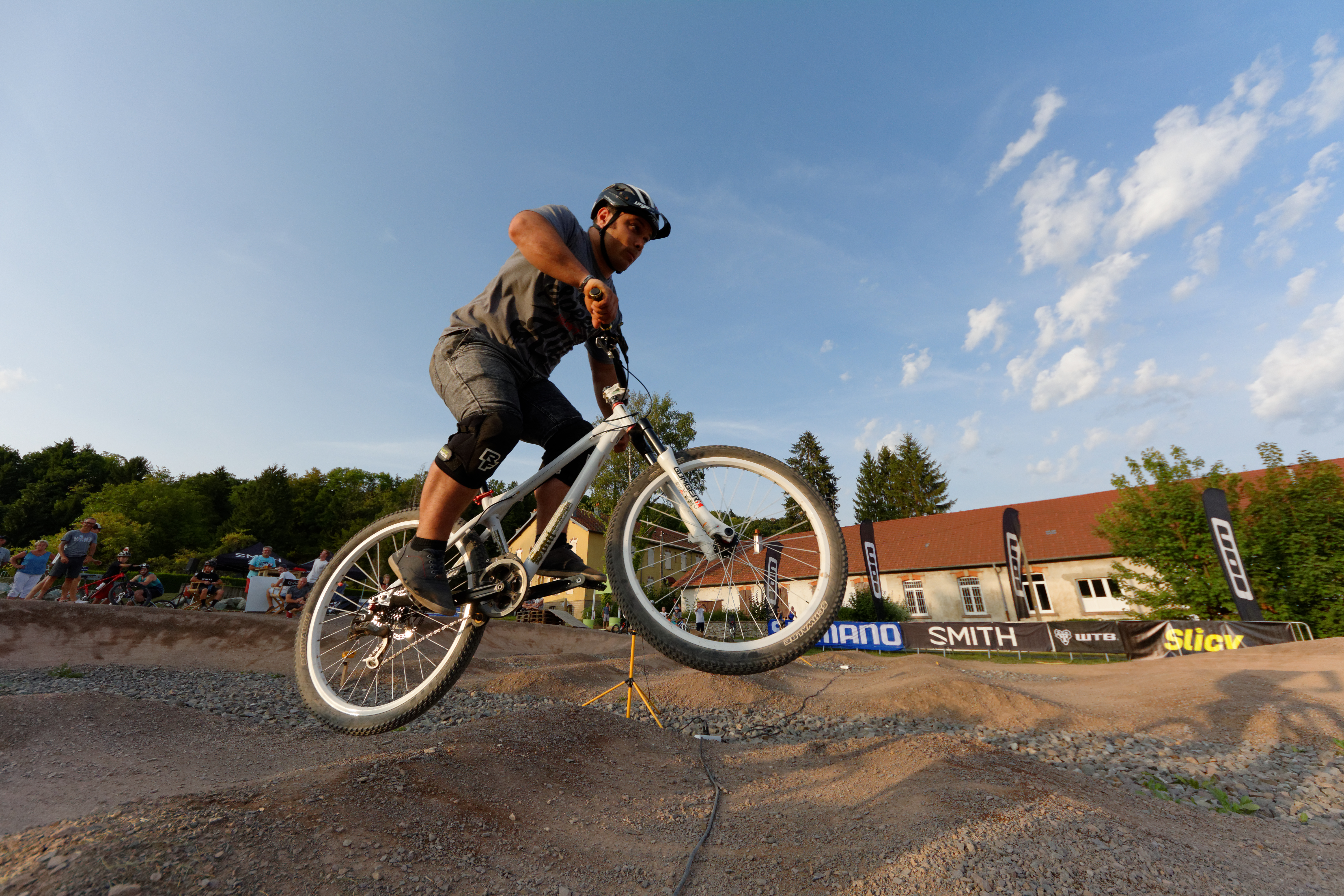
Pumptrack

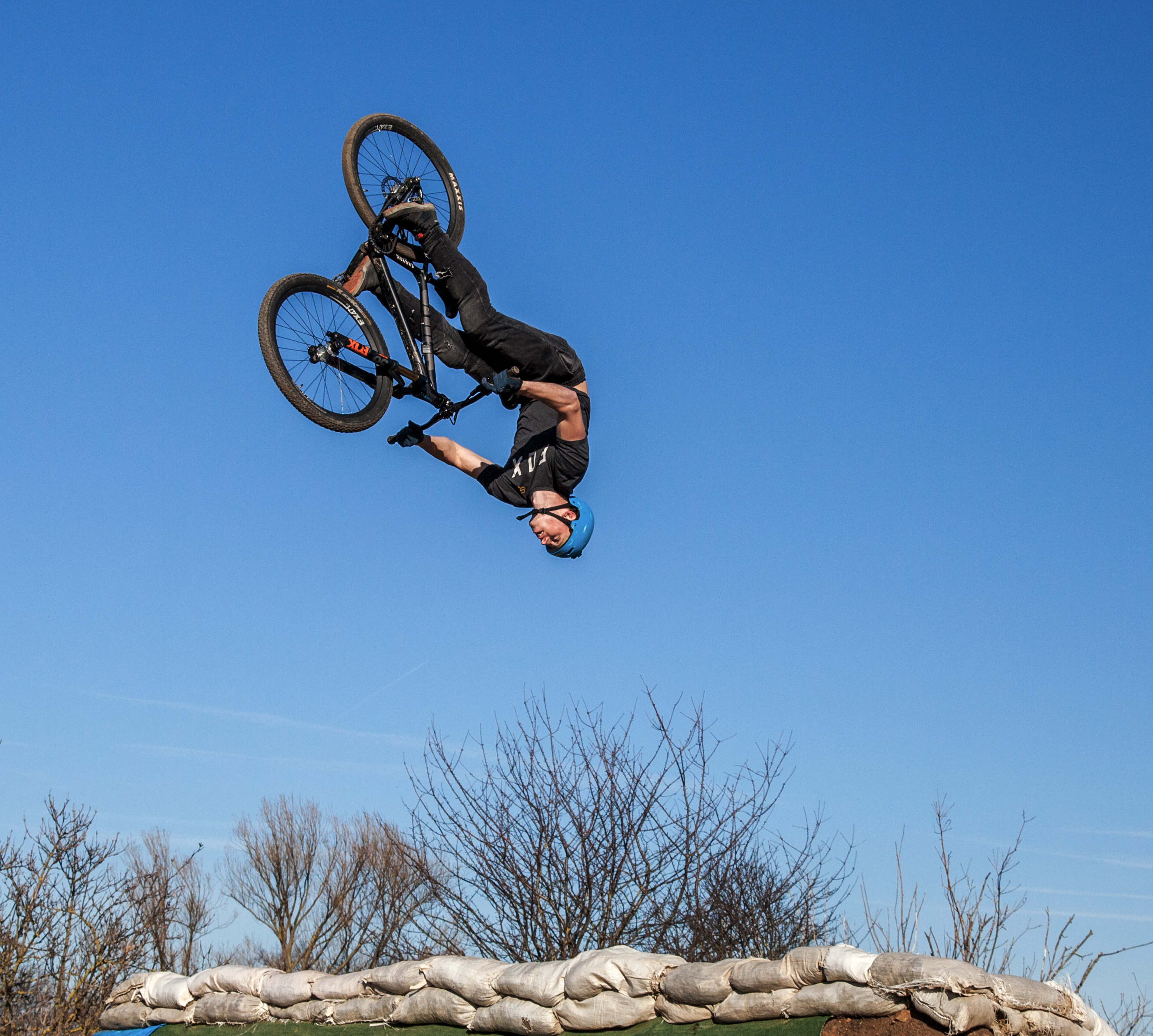
Dirt Jump

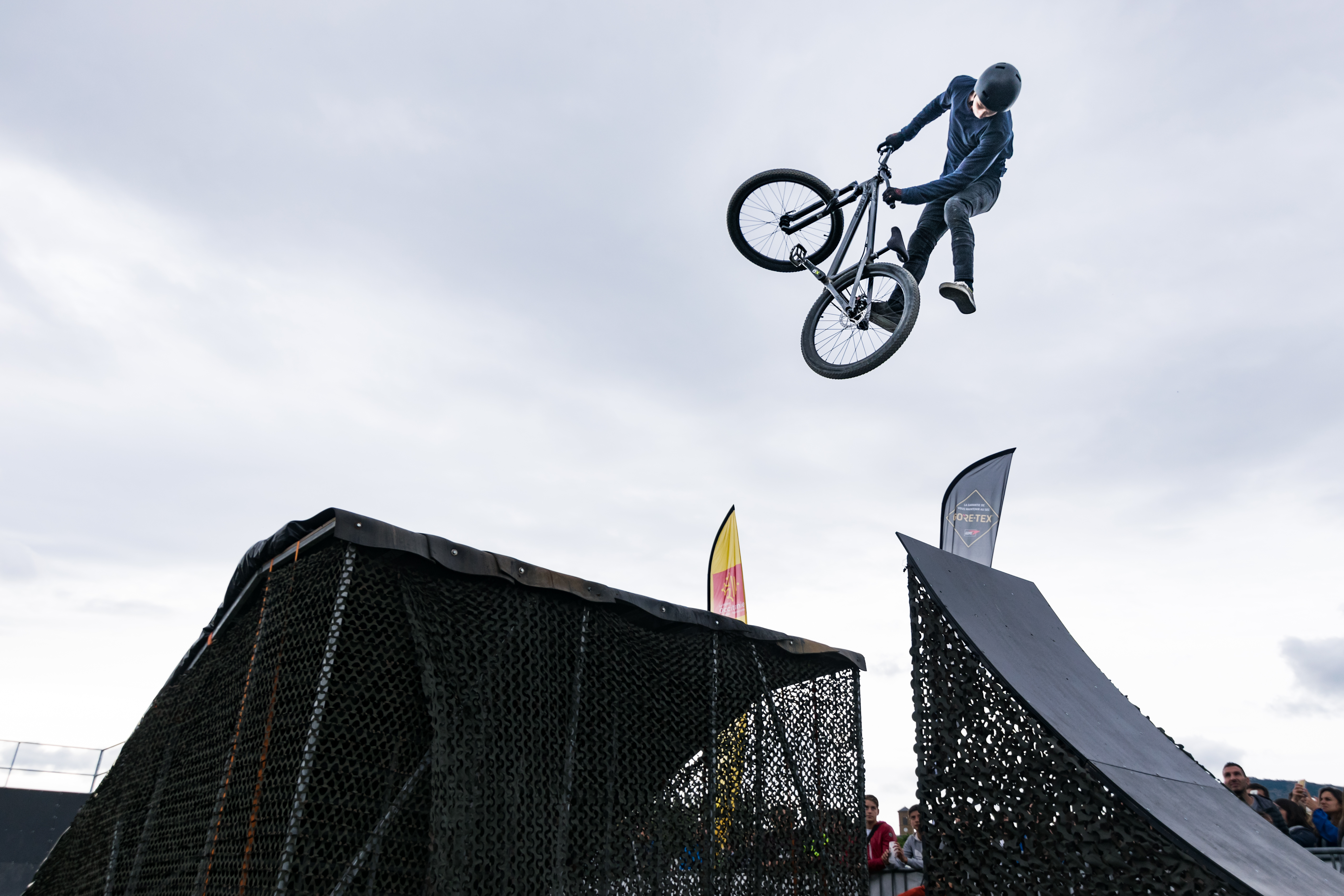
Slopestyle

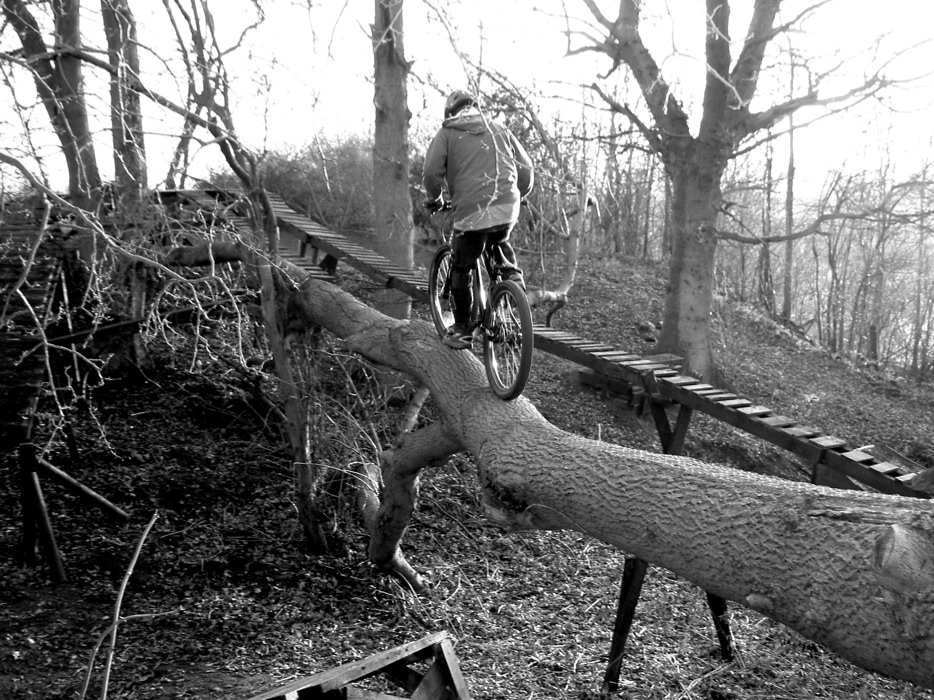
Freeride

Unter Mountainbikesport, auch Mountainbiken oder kurz Mountainbike (Abk. MTB, engl. mountain biking) versteht man die Disziplinen des Radsports, die im freien Gelände, auf befestigten oder unbefestigten Straßen, Wegen und Pfaden durch Feld, Wald oder Wiesen durchgeführt werden. Für die Ausübung des Sports werden spezielle Mountainbikes benötigt, die sich je nach Disziplin in Bauart, Gewicht und Ausstattung unterscheiden.

## Geschichte
Die Geschichte des Mountainbikesports beginnt in den 1970er Jahren in Kalifornien, als die ersten Fahrer auf umgebauten Fahrrädern den Mount Tamalpais abfuhren. Durch den Anbau einer Gangschaltung wurden neben Abfahrten auch Fahrten durchs Gelände und bergauf möglich, so dass sich zwei Hauptrichtungen entwickeln konnten: Downhill als Wettkampf den Berg (hill) hinab (down) und Cross-Country als Wettkampf kreuz (cross) und quer durchs Land (country). Die ersten Wettkämpfe fanden bereits in den 1970er Jahren im Marin County statt.
Durch technische Neuerungen wie spezielle Rahmen aus Aluminium, Federgabeln und die Hyperglide-Schaltung sowie den Beginn der Serienproduktion von Mountainbikes fand das Mountainbiken eine rasche Verbreitung. Im Jahr 1990 wurde der Mountainbikesport durch die Union Cycliste Internationale (UCI) offiziell anerkannt und erstmals Mountainbike-Weltmeisterschaften ausgetragen. Seit 1991 gibt es den UCI-Mountainbike-Weltcup. 1996 wurde der Mountainbikesport olympisch. In Anlehnung an andere Sportarten (z. B. aus dem Skisport oder Motorradsport) entstanden mit der Zeit neue Disziplinen im Mountainbikesport. Der technischen Entwicklung folgend wurde durch die UCI zur Saison 2019 E-Mountainbike als offizielle Disziplin anerkannt.
Parallel zu den klassischen Wettkampfformen, bei denen es darum geht, Schnellster zu sein, entstanden mit dem MTB-Freeride Disziplinen, bei denen es vorrangig um Style, Kreativität, Skill und Technik geht.
Durch den rasanten Zuwachs an Mountainbikes hat sich das Mountainbiken auch im Breitensport etabliert. Neben der Möglichkeit, durch das Fahren auf unbefestigten Wegen die Natur unmittelbar zu erleben, kann der Straßenverkehr vermieden und der Aktionsradius gegenüber dem Wandern deutlich erhöht werden. Auch im urbanen Raum hat das Mountainbiken durch die Wendigkeit und Robustheit der Räder seinen Platz gefunden.

## Disziplinen
Die UCI zählt zum Mountainbikesport
- Cross-Country (Abk. CC oder XC)
- Downhill (DH)
- Four Cross oder 4-Cross (4X)
- Enduro (END)
- Pumptrack (PUM)
- Snow Bike (SNO)
- E-Mountainbike (E-MTB)

Zum Mountainbikesport gehören auch die Disziplinen des Freeride, die durch die Freeride Mountain Bike Association organisiert werden
- Dirt Jump
- Slopestyle
- Big Mountain

Daneben gibt es weitere Wettkampfformen und Funsportarten wie z. B. 24-Stunden- oder 12-Stunden-Rennen, Dual, Dual Slalom, Hillclimb, Bikebergsteigen oder Urban Freeride.
Mountainbike-Trial ist eine Disziplin des Fahrrad-Trial, der durch die UCI als eigenständige Sportart betrachtet wird.
Das Mountainbike-Orienteering ist eine Variante des Orientierungssports, die in Zuständigkeit der International Orienteering Federation liegt. In Deutschland werden die Wettkampfbestimmungen jedoch durch den Bund Deutscher Radfahrer erlassen.

## Wettkämpfe
Der Rennkalender der UCI enthält alle internationalen Rennen im Mountainbikesport, die durch die UCI klassifiziert wurden:
- Olympische Spiele (JO)
- Weltmeisterschaften (CM)
- Weltcup-Rennen (CDM)
- Masters-Weltmeisterschaften (CMM)
- Kontinentalmeisterschaften (CC)
- Nationale Meisterschaften (CN)
- (sonstige) Eintagesrennen der hors class, class 1, class 2 und class 3 (HC, C1, C2 und C3)
- Etappenrennen der hors class, class 1 und class 2 (SHC, S1 und S2)
- Rennen der XCO Junior Series

Weitere Rennen werden im Rahmen der nationalen Kalender ausgetragen. In Deutschland werden die Rennen in zwei Kategorien eingeteilt: nationale MTB-Veranstaltungen (Veranstaltungen des BDR-Kalenders) und offene Landesverbandsrennen (Veranstaltungen der LV-Kalender).
Wettkämpfe im Freeride werden durch die Freeride Mountain Bike Association organisiert. Die wichtigsten Wettkämpfe sind seit 2010 Bestandteil der Freeride Mountain Bike World Tour.

## Ranglisten
In den Rennen des Rennkalenders der UCI können Ranglistenpunkte erworben werden. Die Anzahl der Punkte hängt von der Kategorie des Rennens und der erzielten Platzierung ab.
Anhand der erworbenen UCI-Punkte wird jährlich ein UCI-Klassement, getrennt für die nachfolgenden Disziplinen jeweils für Männer und Frauen erstellt:
- Einzelklassement Cross-Country (Elite und U23 kombiniert)
- Einzelklassement Cross-Country Junioren
- Einzelklassement Cross-Country Marathon
- Einzelklassement Downhill
- Einzelklassement Fourcross
- Nationenranking Cross-Country

Zusätzlich gibt es im Cross-Country temporär mit dem MTB Olympic Qualification Ranking ein gesondertes Nationenranking, anhand dessen die Anzahl der Startplätze bei den nächsten Olympischen Sommerspielen ermittelt wird.
Geschlechterübergreifend gibt es für die verschiedenen UCI MTB Teams jeweils ein
- Teamranking Ausdauer (Endurance ranking)
- Teamranking Gravity (Gravity ranking)
- Teamranking Marathon (Marathon ranking)

Die Freeride Mountain Bike Association führt für den Bereich Freeride ein eigenes Ranking (FMB World Ranking).

## Weltmeisterschaften
Weltmeister im Mountainbikesport werden durch die UCI in den Disziplinen ermittelt:
| Disziplin                               | Altersklassen                               | seit wann | Veranstaltung                               |
| --------------------------------------- | ------------------------------------------- | --------- | ------------------------------------------- |
| Cross-Country (olympisch) (XCO)         | Männer und Frauen (Elite, U23 und Junioren) | 1990      | Mountainbike-Weltmeisterschaften            |
| Cross-Country Short Track (XCC)         | Männer und Frauen (Elite und U23)           | 2021      | Mountainbike-Weltmeisterschaften            |
| Cross-Country Marathon (XCM)            | Männer und Frauen                           | 2003      | Mountainbike-Marathon-Weltmeisterschaften   |
| Cross-Country Staffelrennen (XCR)       | Nationalteams                               | 1999      | Mountainbike-Weltmeisterschaften            |
| Cross-Country Eliminator (XCE)          | Männer und Frauen                           | 2012      | Mountainbike-Eliminator-Weltmeisterschaften |
| Downhill individual (DHI)               | Männer und Frauen (Elite und Junioren)      | 1990      | Mountainbike-Weltmeisterschaften            |
| Four Cross (4x)                         | Männer und Frauen                           | 2002–2021 | Mountainbike-Weltmeisterschaften            |
| E-Mountainbike Cross-Country (E-MTB XC) | Männer und Frauen                           | 2019      | Mountainbike-Weltmeisterschaften            |
| Pumptrack (PUM)                         | Männer und Frauen                           | 2018      | Pumptrack-Weltmeisterschaften               |
| Snow Bike (SNO)                         | Männer und Frauen                           | 2024      | Snowbike-Weltmeisterschaften                |
| Enduro (EDR, E-EDR)                     | Männer und Frauen                           | 2024      | Mountainbike-Enduro-Weltmeisterschaften     |

## Weltcup

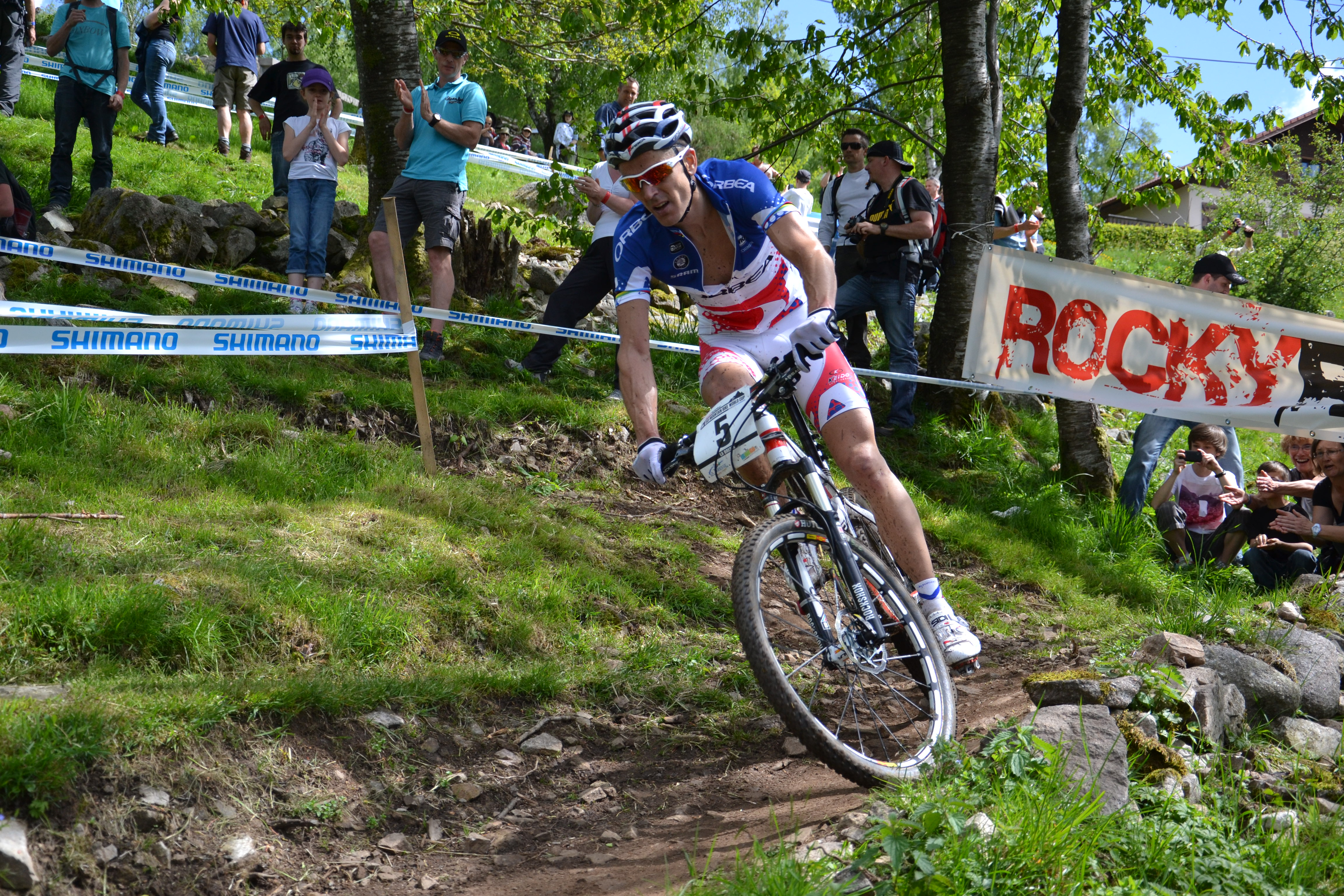
Julien Absalon, 7-facher Gewinner der Weltcup-Gesamtwertung im Cross-Country

Derzeit (Stand 2025) werden durch die UCI Weltcup-Wettbewerbe in den folgenden Disziplinen ausgetragen:
| Bezeichnung                         | Disziplin                      | seit wann | Wertungen                                              |
| ----------------------------------- | ------------------------------ | --------- | ------------------------------------------------------ |
| UCI-Mountainbike-Weltcup            | Cross-Country (XCO und XCC)    | 1991      | Männer Elite und U23 Frauen Elite und U23              |
| UCI-Mountainbike-Weltcup            | Downhill (DHI)                 | 1991      | Männer Elite und Junioren Frauen Elite und Juniorinnen |
| UCI-Mountainbike-Weltcup            | Enduro (EDR)                   | 2023      | Männer Elite Frauen Elite                              |
| UCI-Mountainbike-Eliminator-Weltcup | Cross-Country Eliminator (XCE) | 2017      | Männer Elite Frauen Elite                              |
| UCI-Mountainbike-Marathon-Weltcup   | Cross-Country Marathon (XCM)   | 2025      | Männer Elite Frauen Elite                              |
| UCI-E-Mountainbike-Weltcup          | E-MTB Cross-Country (E-MTB XC) | 2020      | Männer Elite Frauen Elite                              |

## Teams
Bei der UCI können Radsportteams als UCI MTB Teams bzw. UCI MTB Elite Teams registriert werden.